# Селл, Питер Дерек
Пи́тер Де́рек Селл (англ. Peter Derek Sell, 1 ноября 1929 — 10 октября 2013) — британский ботаник-флорист, один из самых продуктивных ботаников Великобритании второй половины XX века.

## Биография
Родился в Илинге, вскоре семья переехала в Бассингборн (юго-западный Кембриджшир). С детства интересовался зоологией, однако вскоре решил заниматься изучением растений. С 1944 года подрабатывал на кафедре ботаники Кембриджского университета.
Работал ассистентом в Кембриджском гербарии, в то время курируемом Максом Уолтерсом. С начала 1950-х годов Селл занимался изучением систематики сложнейшего в таксономическом плане рода Hieracium.
В 1954 году за подготовку к изданию рукописи Уильяма Чарлза Ричарда Уотсона по другому сложному роду Rubus Селл был избран почётным членом Лондонского Линнеевского общества.
В 1973 году Питер Селл, будучи ассистентом в гербарии и не имея специального образования, был назначен ассистентом куратора, став таким образом научным сотрудником. Также ему была присвоена степень магистра искусств.
В 1997 году Селл стал почётным членом Ботанического общества Британских островов.
Селл — автор основной части фундаментальной монографии Flora Europaea, посвящённой цикориевым сложноцветным. С 1997 года выходила монография Flora of Great Britain and Ireland, частично подготовленная Селлом.
Скончался 10 октября 2013 года.

## Некоторые научные работы
- Perring, F. H., Sell, P. D., Walters, S. M., Whitehouse, H. L. K. A Flora of Cambridgeshire. — Cambridge, 1964. — 365 p.
- Haslam, S. M., Sell, P. D., Wolseley, P. A. A Flora of the Maltese Islands. — Msida, 1977. — 560 p.